# Chiesa di San Biagio delle Avezzane
La chiesa di San Biagio delle Avezzane  è la parrocchiale in località San Biagio di Bondeno, in provincia di Ferrara. Risale al XVI secolo.

## Storia
Il paese di San Biagio ha origini antiche, e si trova nella zona di un antico argine del Po, a breve distanza da Salvatonica.
Un antico oratorio, chiamato delle Vezzane e dedicato all'Annunciazione è stato a lungo presente nel territorio e secondo alcune fonti la chiesa di San Biagio sarebbe stata eretta esattamente su questo sito mentre probabilmente potrebbe trattarsi di due costruzioni diverse.
La prima chiesa dedicata al santo viene documentata dal 1188.
Subito dopo la metà del XV secolo, considerando che l'antico luogo sacro versava in pessime condizioni, si decise di edificare un nuovo edificio e durante il secolo seguente, questa chiesa fu oggetto di importanti restauri grazie all'intervento del parroco e di Galeazzo Riminaldi, nobile di Ferrara.
Nuovamente, attorno alla metà del XIX secolo, la chiesa cadde in condizioni di degrado e si rese necessaria una sua ricostruzione. Da quel momento la sala ebbe una nuova pavimentazione.
Durante il 1960 crollò il soffitto decorato della navata. Venne ricostruito e ridecorato.
Quando si verificò il terremoto dell'Emilia del 2012, la chiesa ne risultò fortemente compromessa e fu dichiarata inagibile.
Iniziarono lavori di messa in sicurezza e di ripristino, per restituirla alla comunità. Rimane inagibile dal 2012.